# Ан-Нашабія (нохія)
Ан-Нашабія (араб. ناحية النشابية) — нохія у Сирії, що входить до складу району Дума провінції Дамаск. Адміністративний центр — м. Ан-Нашабія.